# Fendlera
Fendlera (lat. Fendlera), maleni biljni rod grmova iz porodice hortenzijevki raširen po jugozapadu SAD-a i sjeveru Meksika. Postoje njmanje 3 priznate vrste, prema Kewu; Fendlera wrightii je sinonim za 
Fendlera rupicola.
Rod je dobio ime u čast Augustusa Fendlera (1813-1883).

## Vrste
1. Fendlera linearis Rehder
2. Fendlera rupicola A.Gray
3. Fendlera tamaulipana B.L.Turner

- Fendlera rupicola
- Fendlera rupicola